# Gex 3: Deep Cover Gecko
Gex 3: Deep Cover Gecko (titulat Gex: Deep Pocket Gecko en la versió de Game Boy Color) és un videojoc de plataformes. És el tercer i últim lliurament de la trilogia de videojocs Gex. Danny John-Jules va brindar la veu de Gex en el Regne Unit i a Europa i el comediant Dana Gould va reprendre el paper per al llançament nord-americà, també protagonitzada per la model de Playboy Marliece Andrada com a Agent Xtra, l'únic personatge que apareix en acció real. A diferència dels dos primers jocs de Gex, les contrasenyes no s'usen per guardar (excepte en la versió de Game Boy Color). Un "controller pak" en la Nintendo 64 o una targeta de memòria en la PlayStation van ser les úniques opcions per guardar. La versió N64 presenta curtes seqüències FMV d'acció real amb l'Agent Xtra.

## Jugabilitat
El joc segueix sent similar al joc anterior, Gex: Enter the Gecko, amb l'afegiment de certs vehicles, com un tanc, un camell i un snowboard, així com una capacitat de lliscament disponible amb certs vestits. També hi ha alguns aspectes del joc que solament es comparteixen amb el primer lliurament, com: Gex solament pot recopilar errors en tots els nivells (100 per nivell llavors guanya un control remot) i nivells secrets, en lloc de la varietat d'elements que va recopilar el Gecko (cranis, èmbols de TNT, pastanagues, televisors, plaques de policia, etc.). Ell pot escopir foc i gel, així com nedar. A diferència de Enter the Gecko, en perdre una vida, Gex conserva solament la quantitat d'errors acumulats fins a l'últim punt de control; si el nivell no té punt de control, Gex ha de començar des de zero. Com hi ha cent per nivell, la recopilació d'errors pot ser significativament més difícil que els elements en Enter the Gecko. A més, similar al primer joc de Gex, pot recol·lectar icones de petjada al llarg del joc que li donen més energia, encara que a diferència del primer joc, Gex reté l'energia (vuit cops en total) una vegada que recol·lecta cent petjades. Gex 3 combina alguns aspectes del primer joc no vist en el segon lliurament, amb la plataforma general en 3D del segon joc. Els nivells s'accedeixen a través d'un centre més expansiu, amb més àrees desbloquejades a mesura que el jugador recull els controls remots de cadascun dels nivells. Els jugadors poden desbloquejar i controlar tres personatges alternatius, Rex, Cuz i Alfred, durant les etapes de bonificació, encara que juguen de la mateixa manera.

## Argument
Mentre mira la televisió, Gex descobreix que la seva companya i amant, l'agent Xtra, ara la cap de la "Unitat de Defensa de Terroristes de Televisió", ha estat reportada com desapareguda. Xtra se les arregla per posar-se en contacte amb Gex i li informa que Rez ha tornat una vegada més i la va segrestar per atreure'l. A través del seu cau secret, Gex torna a la Dimensió dels Mitjans i circumnavega nombrosos canals de televisió amb l'ajuda del seu majordom, Alfred, i en el procés allibera i es fa amic dels presoners de Rez, Rex i Cuz. Junts, troben a Rez i el desafien a una batalla final. A continuació, Rez es destrueix d'una vegada per sempre, i Gex salva a Xtra. Més tard, quan Xtra li diu a Gex sobre el seu temps a la Dimensió dels Mitjans, Alfred intenta advertir a Gex d'una emergència mundial, però és ignorat. El joc acaba amb Gex i Xtra fent l'amor.

## Personatges
Quatre nous personatges apareixen en aquesta seqüela. L'agent Xtra, una espia del govern femení d'acció real i a qui Gex ha d'ajudar a rescatar de les urpes de Rez. Amb en Gex també se li uneix el seu fidel majordom, Alfred la Tortuga, qui és un petit personatge que fa referència al majordom de Bruce Wayne, Alfred Pennyworth. Alfred bàsicament ajuda i manté el cau secret de Gex, que es coneix com "Mission Control". Alfred es pot trobar en parts de la majoria dels nivells i li dona consells útils. Els dos últims són Rex, un dinosaure vermell que Gex va desenrotllar d'un bloc de gel al canal "Holiday Broadcasting", i Cuz, el cosí de Gex, a qui Gex va rescatar dels mafiosos al canal "Gangster TV".

## Desenvolupament
Crystal Dynamics volia Gex 3, la seqüela de Gex 3D: Enter the Gecko i el tercer joc de la sèrie Gex de videojocs de plataformes, per elevar el llistó per centrar-se més en la seva història que les entrades anteriors de la sèrie. També volien posar més èmfasi en la personalitat del personatge principal proporcionat-li "animacions genials", segons el Gerent de Màrqueting de Producte de Crystal Dynamics, Chip Blundell. Diverses de les mecàniques del joc utilitzades en els nivells van ser conceptes que es van tenir en compte durant el desenvolupament de Gex 3D, però que no es van poder incloure a causa de problemes de temps. El dissenyador principal Chris Tremmel volia que la jugabilitat de Gex 3 es remuntés a les arrels inicials de la sèrie com un joc de plataformes 2D de desplaçament lateral. Per aconseguir-ho, va incloure minijocs de desplaçament lateral a més de les parts principals de plataformes, a fi de fer que les missions de nivell siguin menys monòtones. Segons Tremmel, la majoria de les persones que havien jugat Gex 3D no s'havien dedicat per complet a buscar tots els col·leccionables en cada etapa, com ho van fer amb altres plataformes de col·lecció com Super Mario 64 i Banjo-Kazooie; per tant, els desenvolupadors van fer tres col·leccionables bàsics que es mantenen consistents durant tot el joc i ajuden significativament al jugador a completar-ho. El món HUB utilitzat per accedir a les etapes també es va modificar des del joc anterior i es va canviar d'un entorn buit amb diverses portes que porten als nivells a ser més com un nivell en si mateix amb elements i secrets ocults dins.
Amb Gex 3, els desenvolupadors van tractar de portar els límits del maquinari de la PlayStation més enllà del que tenien amb Gex 3D. Per exemple, els nivells del joc són més grans del que eren en l'entrada anterior, després d'haver trobat una manera d'augmentar els nivells de en una cinquena part i incloure més enemics per etapa, mantenint un alt índex de quadres per segon. Les textures també fan ús del mapatge de l'entorn, alguna cosa que Tremmel inicialment no va pensar que la PlayStation pogués manejar sense problemes; segons ell, va suggerir usar-ho als programadors com una broma, sense pensar que podrien fer-ho legítimament amb les limitacions de maquinari de la PlayStation, però va descobrir que els programadors ja havien començat a treballar en la seva implementació l'endemà. La tècnica es va usar principalment per a superfícies metàl·liques, com certs enemics i l'escut de Gex i l'armadura metàl·lica que usa en els punts del joc. Un àrea particular d'enfocament per Crystal Dynamics va ser la millora del sistema de càmera 3D del joc, que sovint es criticava en Gex 3D per ser imprecís i difícil d'usar de vegades. En lloc d'incloure una multitud d'opcions de càmera, van optar simplement per comptar amb un únic sistema que era simple i no funcionava en contra dels desitjos del jugador.
L'agent Xtra va ser interpretada per l'actriu Marliece Andrada, més coneguda per protagonitzar el programa de televisió Baywatch.

## Recepció
Gex 3: Deep Cover Gecko va rebre crítiques lleugerament positives i mitjanes. El lloc web de revisió GameRankings va donar la versió de PlayStation 77.20%, la versió de Nintendo 64 65.13%, on 65.13%, i la versió de Game Boy Color 70.60%. La versió de Nintendo 64 va ser criticada malgrat els "gràfics de Playstation", sense aprofitar l'estic analògic, i per no poder comparar-la amb la competència de plataformes 3D de Nintendo 64 com Super Mario 64. Si el jugador pressiona lleugerament el joystick cap endavant o el pressiona completament, Gex corre a tota velocitat. En la PlayStation, menys potent, Gex 3 va rebre una qualificació més alta a causa de la menor competència de plataformes en 3D i gràfics impressionants.